# Effetto isotopico (superconduttore)
L'effetto isotopico è l'osservazione di come la temperatura critica in un superconduttore dipenda dalla massa dell'isotopo nel quale si sperimenta la superconduttività. Più precisamente dipende inversamente dalla radice quadrata della massa dell'isotopo utilizzato. La stessa dipendenza si ottiene per la frequenza vibrazionale dei fononi all'interno di un solido, osservazione che avvalora la supposizione della teoria BCS che delega un ruolo fondamentale ai fononi (cioè il ruolo di legare tra loro i due elettroni formanti la coppia di Cooper).